# Dune (Computerspiel)
Dune ist ein Adventure mit Strategieelementen, dessen Handlung lose auf dem Science-Fiction-Roman Der Wüstenplanet von Frank Herbert basiert. Das Computerspiel wurde 1992 von Cryo Interactive Entertainment entwickelt und von Virgin Interactive vertrieben.
Im selben Jahr erschien auch Westwoods Dune II – Kampf um Arrakis, das jedoch kein direkter Nachfolger ist.

## Das Spiel
Das Computerspiel Dune ist eine Mischung aus Strategiespiel und Adventure und stark von David Lynchs Romanverfilmung Der Wüstenplanet aus dem Jahr 1984 beeinflusst. Der Spieler übernimmt die Rolle des jungen Paul Atreides, der mit seiner Familie vom galaktischen Imperator auf den Wüstenplaneten Arrakis gesandt wurde, um dort den Abbau von Spice (zu deutsch: Gewürz oder, in den Romanen und Filmen, auch Melange genannt) voranzutreiben, welches für interstellare Reisen benötigt wird. Die ersten Anweisungen bekommt Paul von seinem Vater, bis dieser von einem Vergeltungsangriff gegen ein Harkonnen-Fort nicht mehr zurückkehrt. Danach wird die Handlung von anderen Personen weiter vorangetrieben. Der Spieler muss sich im Spielverlauf mit den einheimischen Fremen verbünden, um die Harkonnen bekämpfen zu können. Im Gegenzug kann den Fremen geholfen werden, den Wüstenplaneten durch Bepflanzung bewohnbarer zu machen. Ziel des Spieles ist es, die Harkonnen von Arrakis zu vertreiben und eine große Verschwörung aufzudecken.
Das Spiel hält sich recht nah an die Romanvorlage beziehungsweise David Lynchs Verfilmung: So findet Paul zum Beispiel unter den Fremen seine große Liebe Chani und lüftet das Geheimnis der gigantischen Sandwürmer.
Als besonders markant empfunden wurde die Hintergrundmusik des Spiels, komponiert von Stéphane Picq, welche auch als Soundtrack unter dem Namen Dune: Spice Opera erschien. Picq nannte sich in diesem Zusammenhang Exxos, in Erinnerung an die frühen Tage von Cryo.
Das Spiel erschien 1992 zunächst auf Disketten für MS-DOS und für den Amiga. Eine CD-ROM-Version mit erweiterter Musik, Sprachausgabe und Zwischensequenzen aus David Lynchs Kinofilm erschien 1993 für MS-DOS. Darauf folgte eine Umsetzung für Sega Mega-CD.

## Pressespiegel
In der Zeitschrift ASM schnitt Dune äußerst gut ab. Gelobt wurden Gameplay, Grafik und die einfache Bedienerführung.

„Ein Spiel, das rundherum gelungen ist.“

Der Redakteur der Power Play hingegen verriss das Spiel in seinem Artikel mit dem Titel „Versandet“. Das Spiel biete kaum Abwechslung sowie keine strategische Herausforderung.
In der PC Player Ausgabe 1993-06 bekam die CD-ROM Version des Spieles 57 Punkte.